# Josef Skotnica
Josef Skotnica (1. března 1876 Raškovice, okres Frýdek-Místek – 4. října 1920, Cieszyn, Polsko) byl slezský řezbář a sochař.

## Biografie
Josef Skotnica se narodil v Raškovicích jako prvorozený syn místního stolaře a majitele pily Antonína Skotnici. Od dětství se projevovaly jeho umělecké sklony, na přání otce však nastoupil na odbornou dřevařskou školu ve Vrbně pod Pradědem, kde studoval v letech 1889-1891. Následně absolvoval pobyt v Praze, kde vstoupil do sochařské a řezbářské dílny Josefa Krejčíka. Zde měl možnost zdokonalovat se v řezbářství.
Po roztržce s otcem utekl v roce 1895 do Vídně, kde pracoval v řezbářské dílně. Zároveň se dále vzdělával. Na podzim roku 1900 byl zapsán na Akademii výtvarných umění ve Vídni v mistrovské škole Karla Kundmanna, kterou absolvoval v roce 1904.
V dalších letech se snažil najít uplatnění na některé dřevařské škole blíže domovu. Nakonec v roce 1906 přijal místo profesora na dřevařské škole v Zakopaném (C. k. szkoła zawodowa dla przemysłu drzewnego v Zakopanem), v dnešním Polsku.
Sem si také přivedl svou ženu, spisovatelku Mářu (Marii) Ostravickou – Moškořovou, která pocházela ze Starého Města u Frýdku. Zde se jim narodily tři děti – dvě dcery a syn. Zároveň se začaly projevovat zdravotní obtíže. Skotnica trpěl revmatismem a později zřejmě také kostní tuberkulózou.
Přes výbornou zdravotní péči u prof. MUDr. Víta Chlumského, se jeho nemoc zhoršovala. Na konci života byl upoután na lůžko a zemřel 4. října 1920 v nemocnici Milosrdných bratří v Cieszynie. Pochován byl v rodinné hrobce ve Starém Městě u Frýdku.

## Tvorba

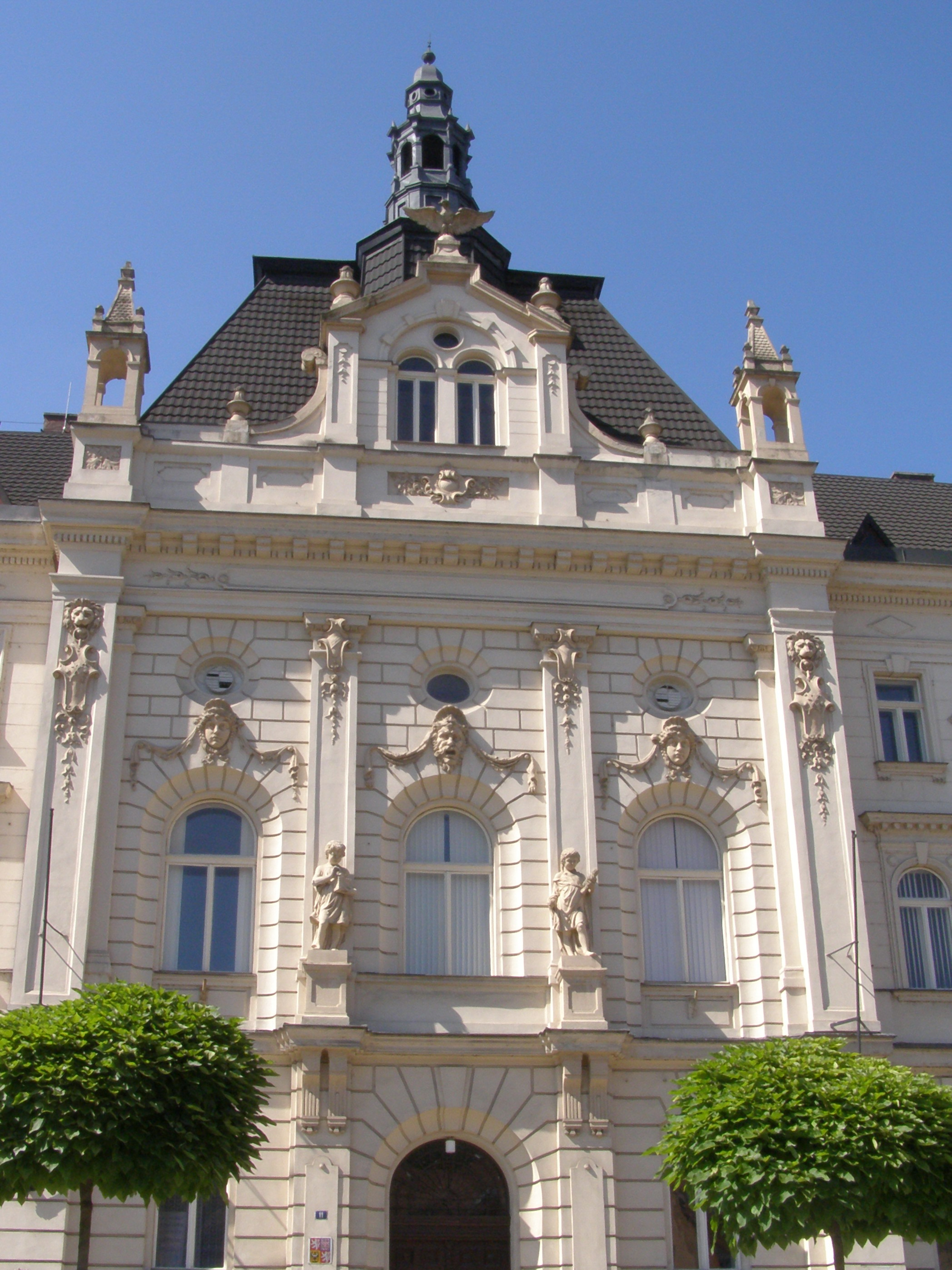
Sochy Pilnost a Spořivost na průčelí dnešní Základní umělecké školy v Místku

Začínal drobnými řezbářskými pracemi – rámy obrazů, hodinové skříňky, podložky k jelením parůžkům apod. Mezi jeho rané práce patří také dvě dřevěné sochy pro boční oltáře kostela sv. Martina ve Skalici a rámy obrazů křížové cesty tamtéž.
1897-1898 – alegorie Pilnost a Spořivost na budově Městské spořitelny a radnice v Místku (dnešní Základní umělecká škola)
1901 – alegorie Historie (s knihou a perem) a Pedagogika (se svitkem a sovou u nohou) odlité z cementu, umístěné na budově gymnázia v Místku